# Wangfujing (metropolitana di Pechino)
Wangfujing (in cinese: 王府井站S, Wángfǔjǐng zhànP) è una stazione della linea 1 e della linea 8 della metropolitana di Pechino.

## Storia

### Linea 1
Il 1º ottobre 1969 la tratta tra la stazione 53 (anche nota come stazione di Wusan o Gaojing) e la stazione ferroviaria di Pechino della prima fase della metropolitana di Pechino venne completata e resa operativa, sebbene inizialmente non fruibile dal pubblico.
Il 15 gennaio 1971 aprì al pubblico la prima fase della metropolitana di Pechino, nella tratta tra la stazione di Gongzhufen e la stazione ferroviaria di Pechino centrale (oggi parte della linea 2).
Successivamente, il 15 agosto 1986, iniziò la seconda fase di costruzione della metropolitana di Pechino e venne avviato uno studio di fattibilità per la realizzazione di una nuova linea tra Fuxingmen e Bawangfen, l'attuale centro finanziario di Pechino. Il 20 ottobre successivo la stazione di Wangfujing venne inserita nella pianificazione della nuova linea.
Il 28 dicembre 1987 fu completata una nuova diramazione che si estendeva verso est fino a una nuova stazione, Fuxingmen, situata tra le stazioni di Nanlishilu e Changchunjie. Il tratto tra Changchunjie e la stazione ferroviaria di Pechino fu trasferito alla nuova linea 2, mentre la prima linea gestiva il tratto tra Pingguoyuan e Fuxingmen.
Il 14 agosto 1988 il Comitato municipale per la pianificazione urbana di Pechino presentò uno studio di fattibilità del progetto di una nuova linea, definita "linea Fuba" (dal 28 giugno 2000 rinominata in "linea 1"), la quale copriva il tratto da Fuxingmen a Bawangfen e includeva anche la stazione di Wangfujing. Nel gennaio 1991, il rapporto di fattibilità per la costruzione di una nuova linea Fuba venne approvato, confermando anche la stazione di Wangfujing. I lavori di realizzazione della stazione iniziarono il 28 dicembre successivo e, l'11 dicembre 1997, il Comitato per la pianificazione urbana di Pechino ufficializzò il nome della fermata.
Il 28 settembre 1999 la stazione di Wangfujing è entrata in servizio con l'apertura al pubblico del primo tratto della linea Fuba.

### Linea 8
Nel maggio 2009 la stazione Wangfujing viene identificata come una delle potenziali stazioni di interscambio tra la linea 1 e la futura linea 8. Successivamente, nel luglio 2013, il Comitato municipale per la pianificazione urbana di Pechino ufficializza la stazione Wangfujing come stazione di interscambio tra la linea 1 e la linea 8.
I lavori di realizzazione della stazione della linea otto sono stati avviati a inizio 2015 e si sono conclusi a fine 2016.
La stazione di Wangfujing della linea 8 viene, in seguito, inaugurata il 31 dicembre 2021.

## Origine del nome
Il nome Wangfujing, in italiano letteralmente "Pozzo della residenza del principe", ha origine durante il periodo dell'imperatore Yongle (1360 – 1424) della dinastia Ming, quando venne costruita la città di Pechino. In quel periodi molti alti funzionari e nobili eressero le proprie residenze nella zona oggi conosciuta come Wangfujing. In quell’area sorsero più di dieci dimore principesche, tanto che la strada venne chiamata “Via dei Dieci Principi” o semplicemente “Via dei Principi”. Davanti a una di queste residenze si trovava un pozzo d’acqua, dal quale sempre più persone attingevano per prendere l’acqua, facendolo diventare famoso con il nome di “Wangfujing”, ossia appunto “Pozzo della residenza del principe”.
In realtà è la stazione di Jinyu Hutong della linea 8 a trovarsi nel cuore dell’antico pozzo ma, quando fu deciso il nome della stazione Wangfujing della linea 1, la linea 8 non era ancora prevista.

## Posizione
La stazione si trova nel distretto di Dongcheng, nel cuore di Pechino, all’incrocio tra Viale Chang'An Est e l’asse formato da Taijichang Road e Wangfujing Road. La stazione della linea 1 è disposta in direzione est-ovest lungo il Viale, mentre quello della linea 8 è disposto in direzione nord-sud, situato sul lato nord dell’incrocio.
A nord della stazione si trova la via pedonale commerciale di Wangfujing mentre a est sorge il Ministero del commercio della Repubblica Popolare Cinese. A sud, invece, si trovano gli edifici storici delle ex ambasciate d’Italia e di Francia.

## Struttura e impianti
La stazione di Wangfujing della linea 1 è una stazione sotterranea strutturata in due livelli. Al primo piano interrato si trova l’atrio, al cui lato nord è stato costruito un corridoio per il cambio linea. Dopo i tornelli partono tre gruppi di scale (fisse e mobili) che conducono al secondo piano interrato. Questo secondo livello ospita le banchine, strutturate a isola: sul lato nord si trovano i treni diretti verso la stazione di Gucheng, mentre sul lato sud partono quelli in direzione della stazione di Universal Resort.
La stazione della linea 8, invece, si sviluppa su tre livelli sotterranei. Il primo piano interrato ospita gli impianti tecnici, non accessibile al pubblico, mentre al secondo piano interrato è situato l’atrio, costruito sotto quello della linea 1. Dopo i tornelli partono quattro gruppi di scale (fisse e mobili) che conducono al terzo piano interrato, che ospita le banchine a isola.
La stazione presenta undici accessi, indicati con le lettere A, B1, B2, B3, C1, C2, C3, C4, E1, E3 e F1. Gli ingressi dalla A al C4 sono dedicati alla linea 1, i restanti alla linea 8.

## Servizi
La stazione dispone di:
- Accessibilità per portatori di handicap (tutti tranne ingressi A, E1, E3 e F1)
- Emettitrice automatica biglietti
- Ascensori (disponibili negli atrii)
- Scale mobili
- Servizi igienici
- Sportello automatico
- Stazione video sorvegliata
- Ufficio polizia

### Orari

#### Linea 1
Il primo treno lascia la stazione di Wangfujing in direzione Universal Resort tutti i giorni alle 5:23, mentre l'ultimo che effettua tutta la tratta parte alle 23:25. Alcuni treni effettuano solo una parte della tratta della linea 1 − Batong, fermando alla stazione di Sihuidong, con l'ultimo treno che effettua servizio alle 00:07.
In direzione opposta, verso Gucheng, il primo treno effettua servizio alle 5:10 mentre l'ultimo alle 23:46.

#### Linea 8
In direzione sud, verso Yinghai, il primo treno della linea 8 parte da Wangfujing alle 5:20, concludendo il servizio alle 23:30.
In direzione Zhuxinzhuang, invece, il primo convoglio ferma alla stazione alle 5:42 e è operativo fino alle 23:37.

## Interscambi
- Fermata autobus